# Biserica de lemn din Topa de Jos

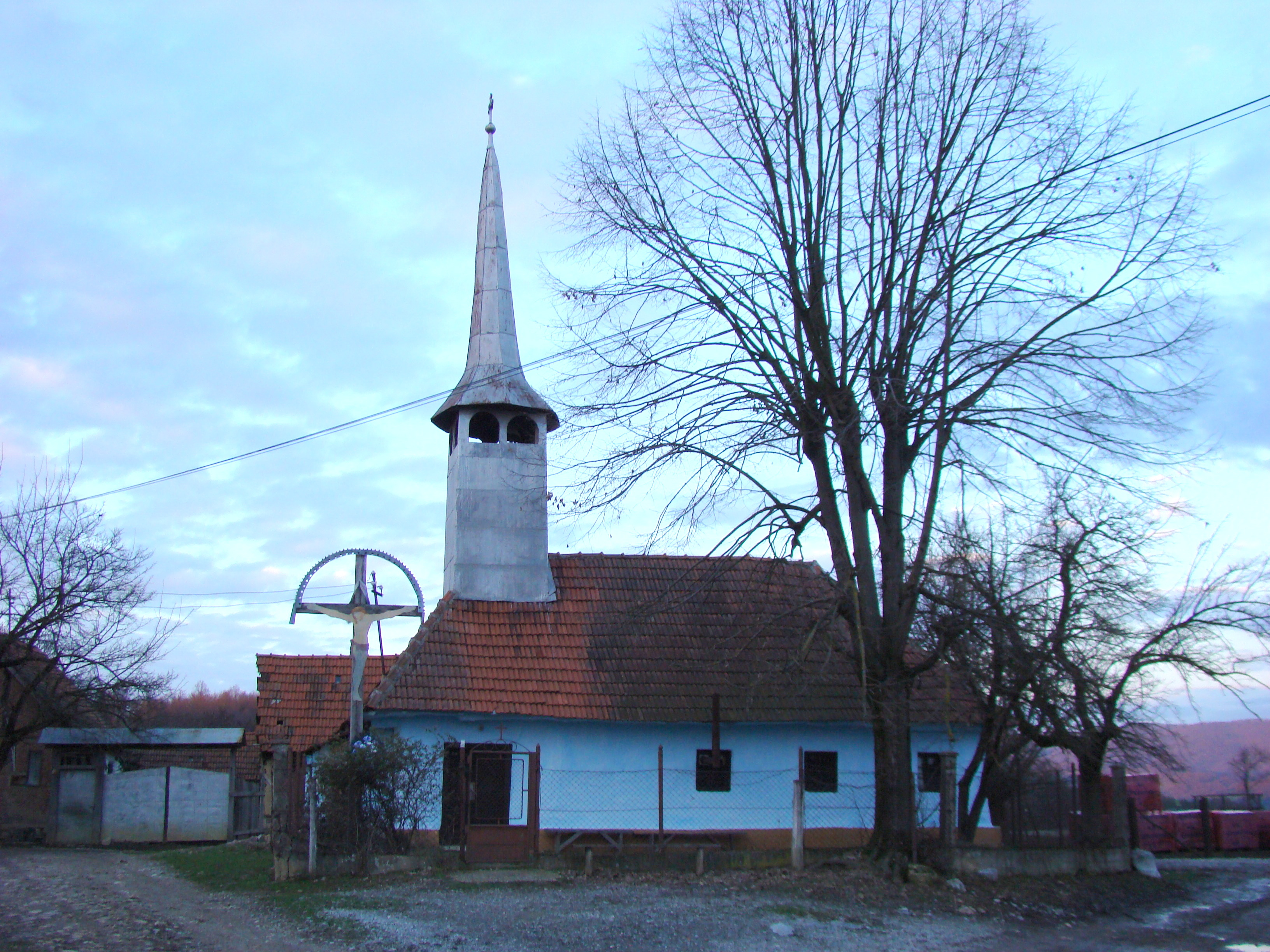
Biserica de lemn „Adormirea Maicii Domnului” din Topa de Jos, comuna Dobrești, județul Bihor, foto: ianuarie 2010.

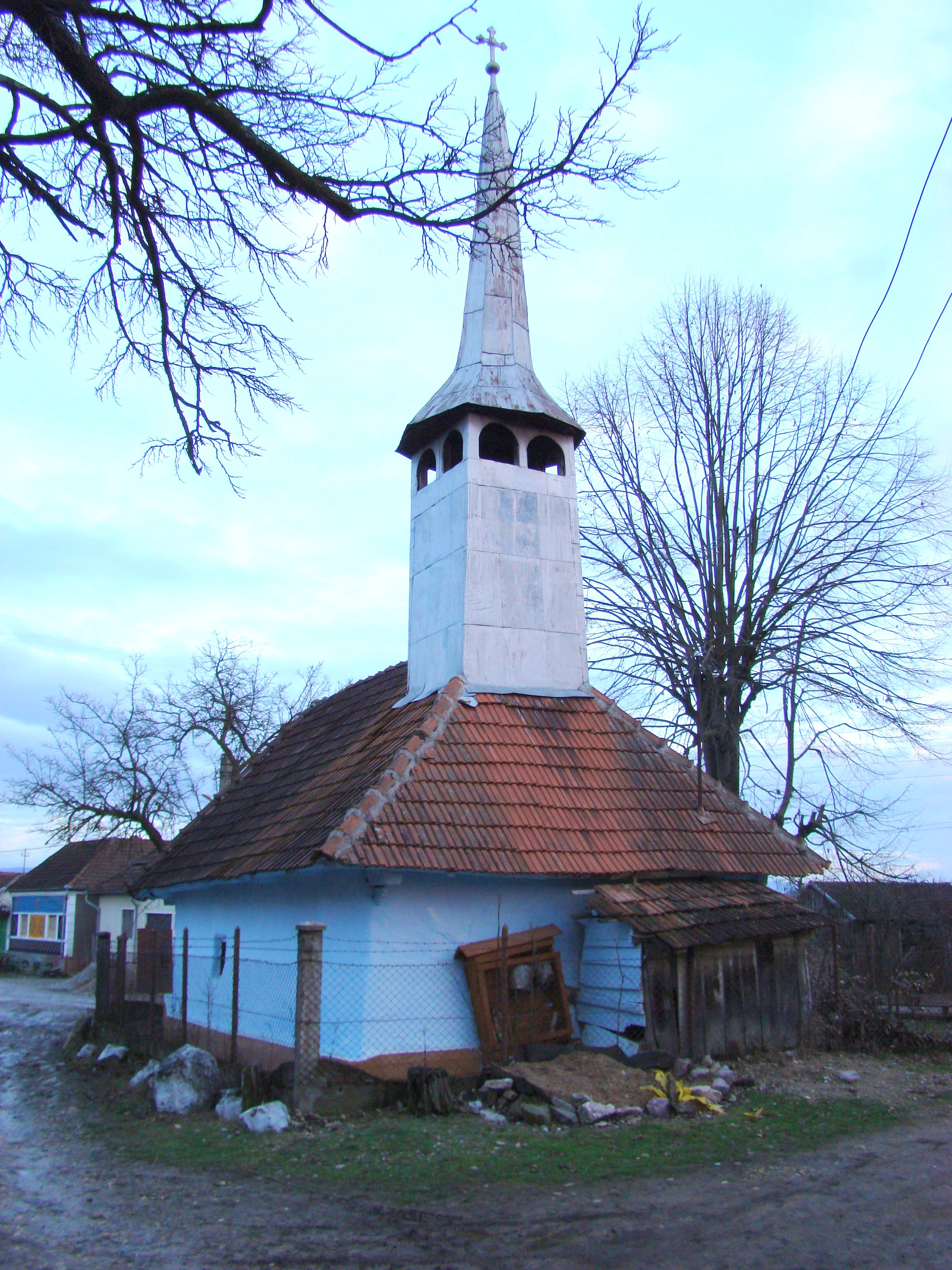
Biserica (vest)

Biserica de lemn din Topa de Jos, comuna Dobrești, județul Bihor, datează din secolul XVIII (1756). Are hramul „Adormirea Maicii Domnului”. Biserica se află pe noua listă a monumentelor istorice sub codul LMI:  BH-II-m-B-01220.

## Imagini din exterior

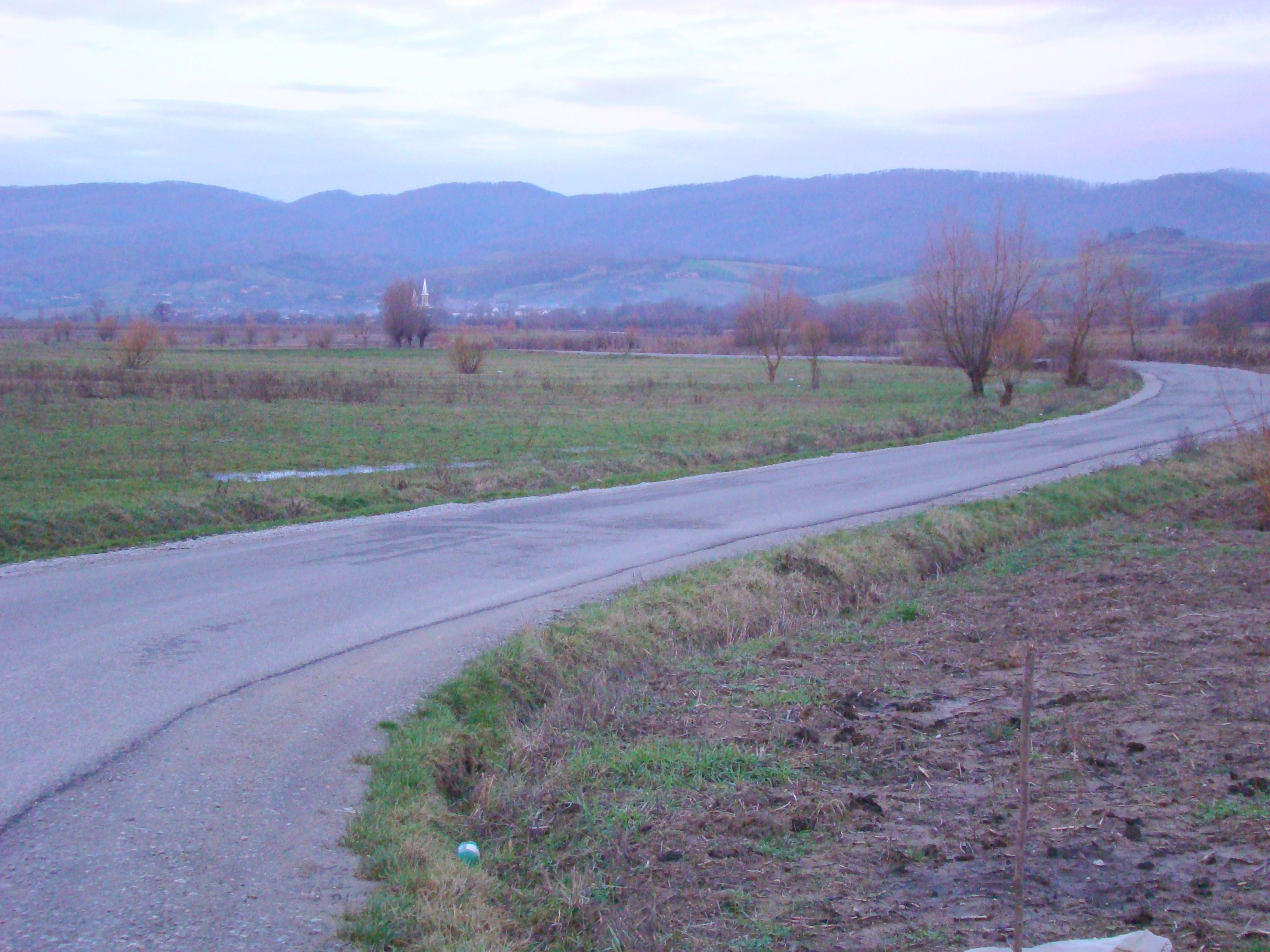
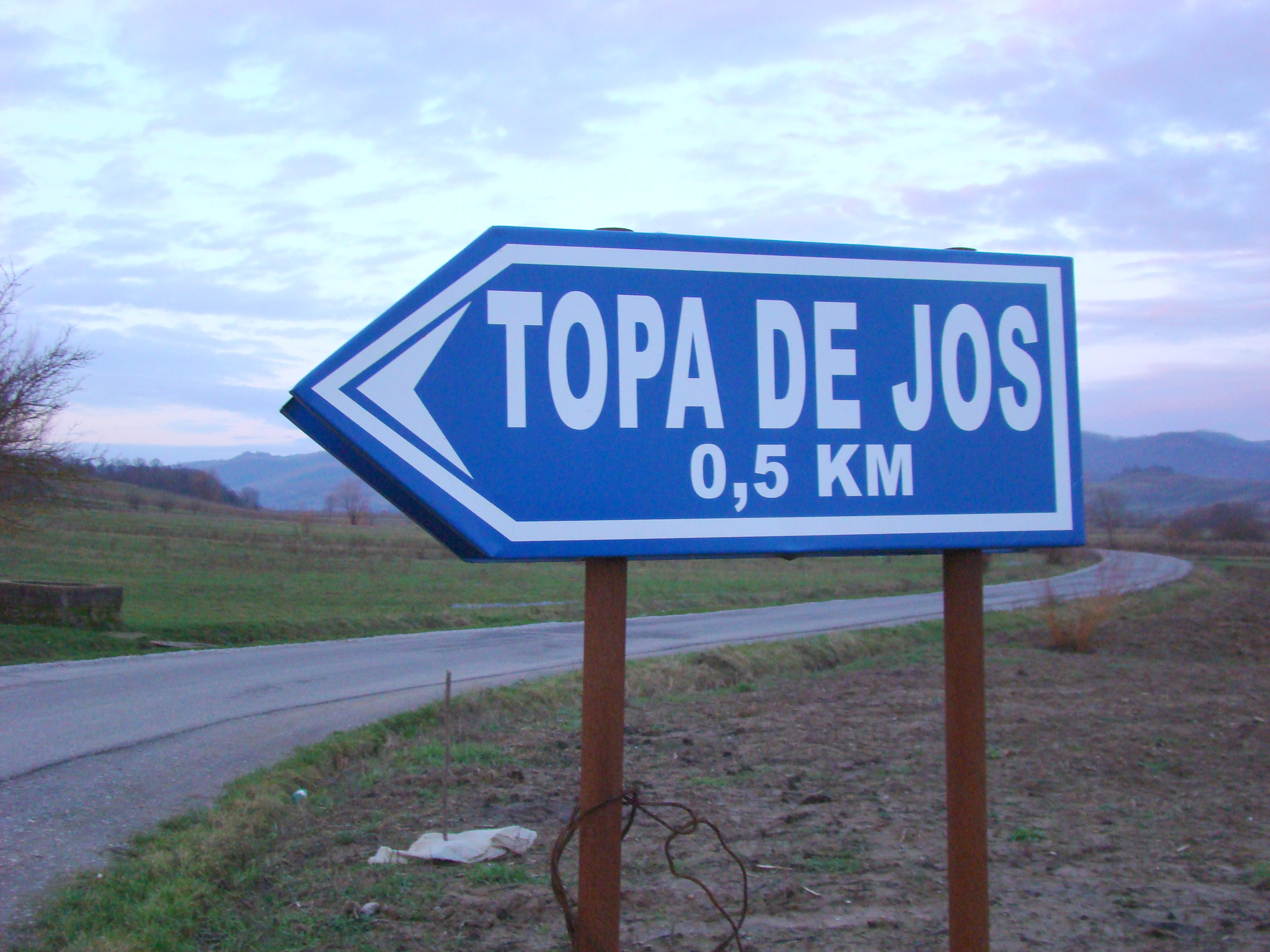
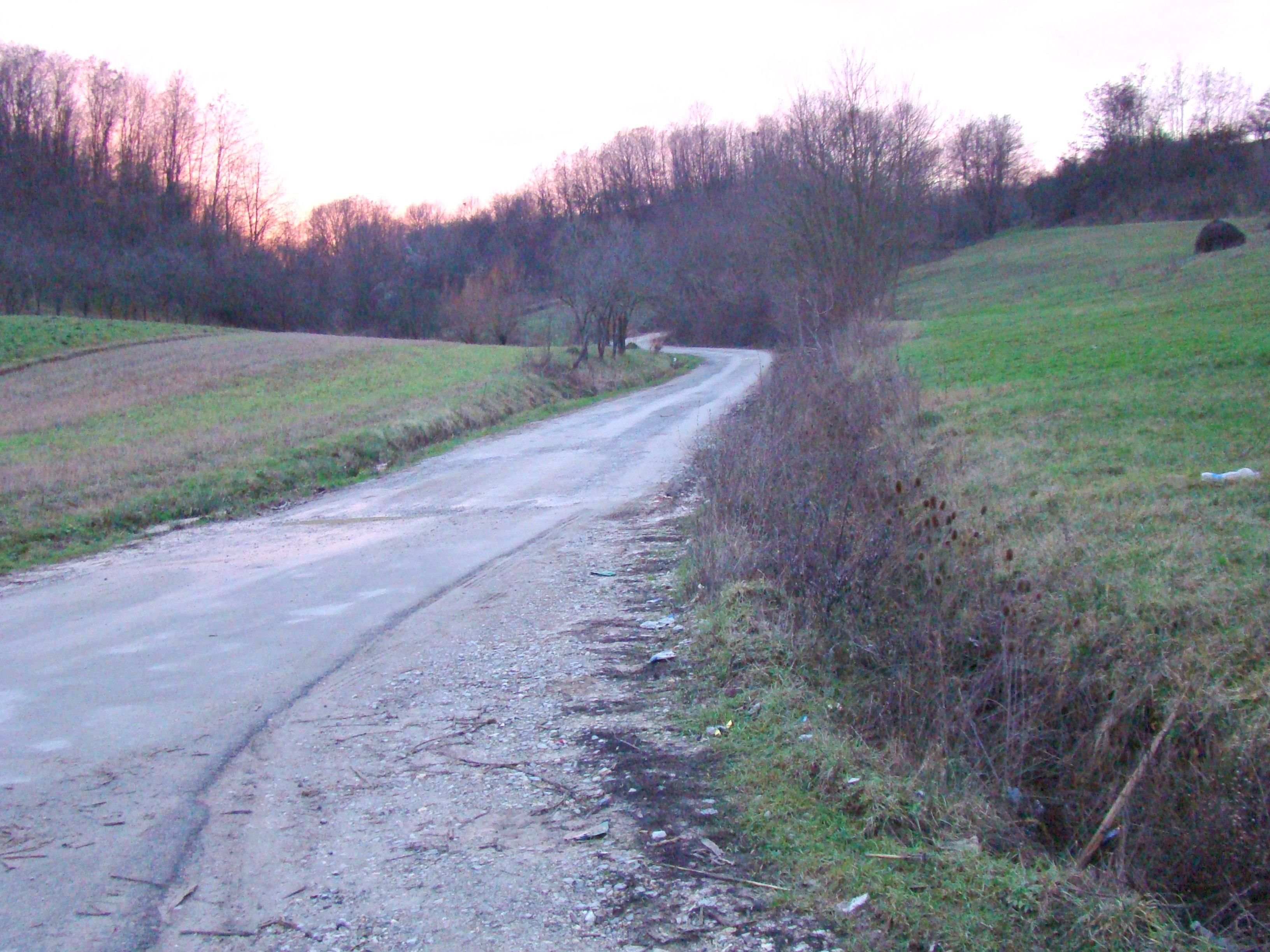
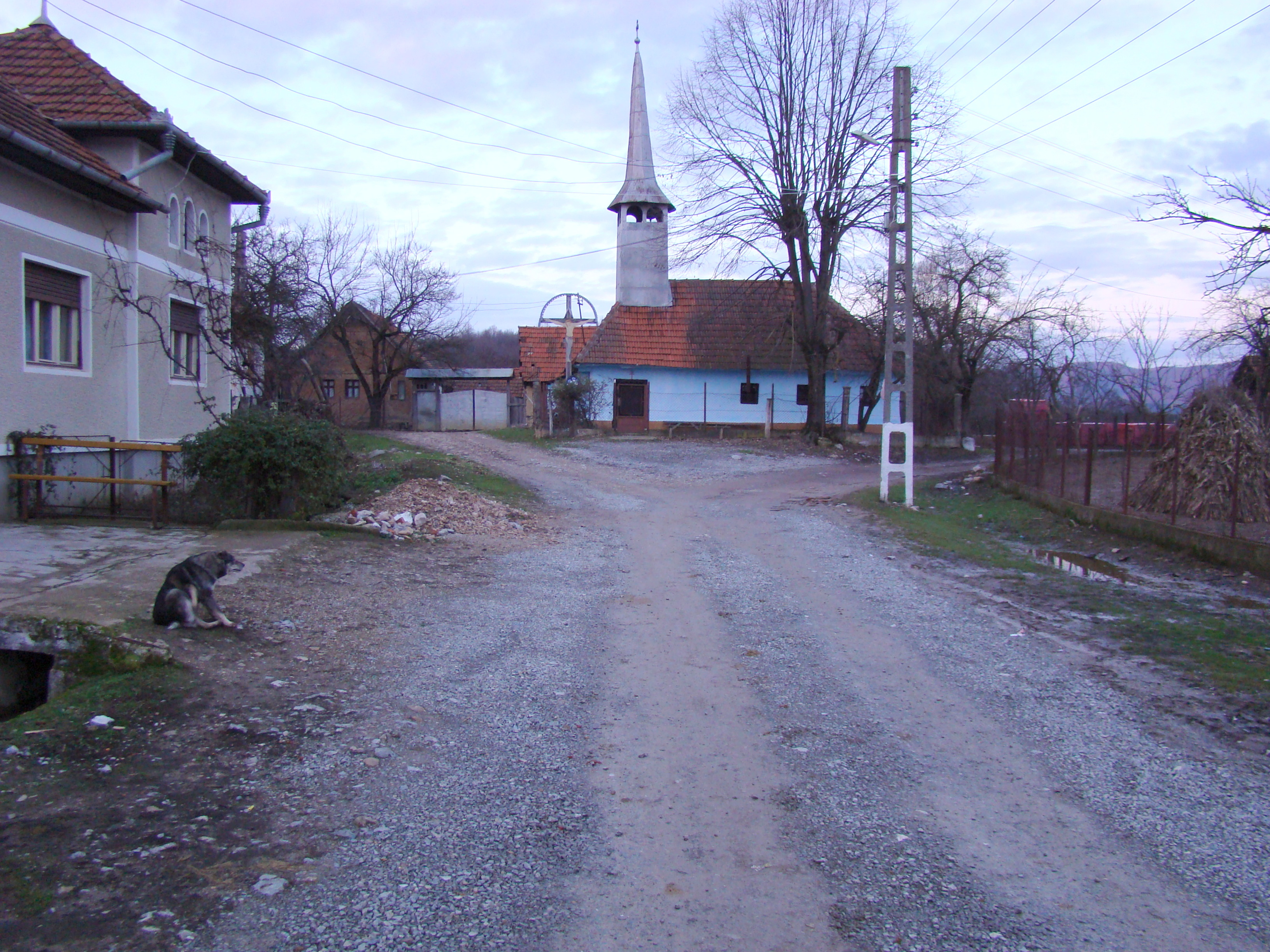
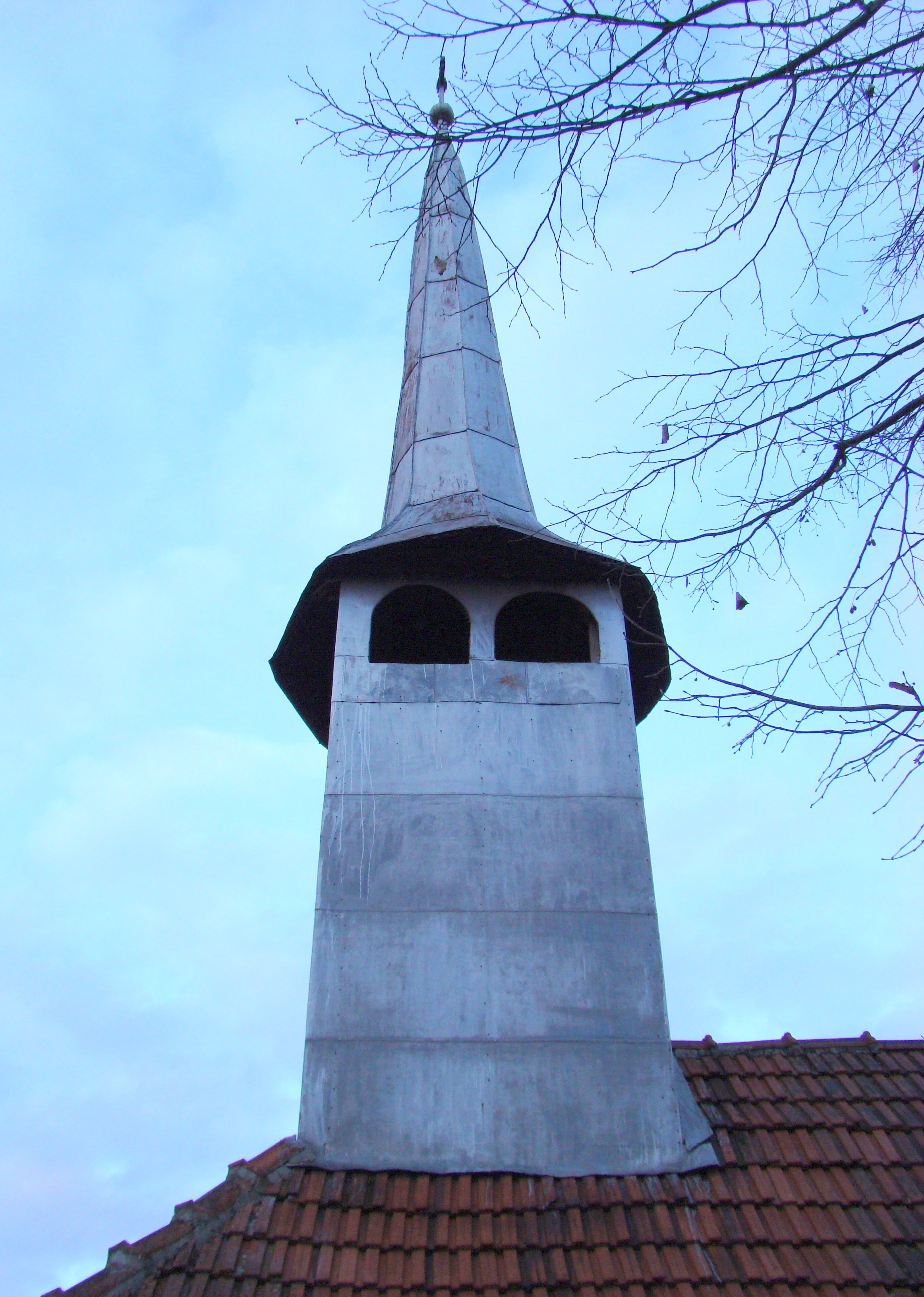
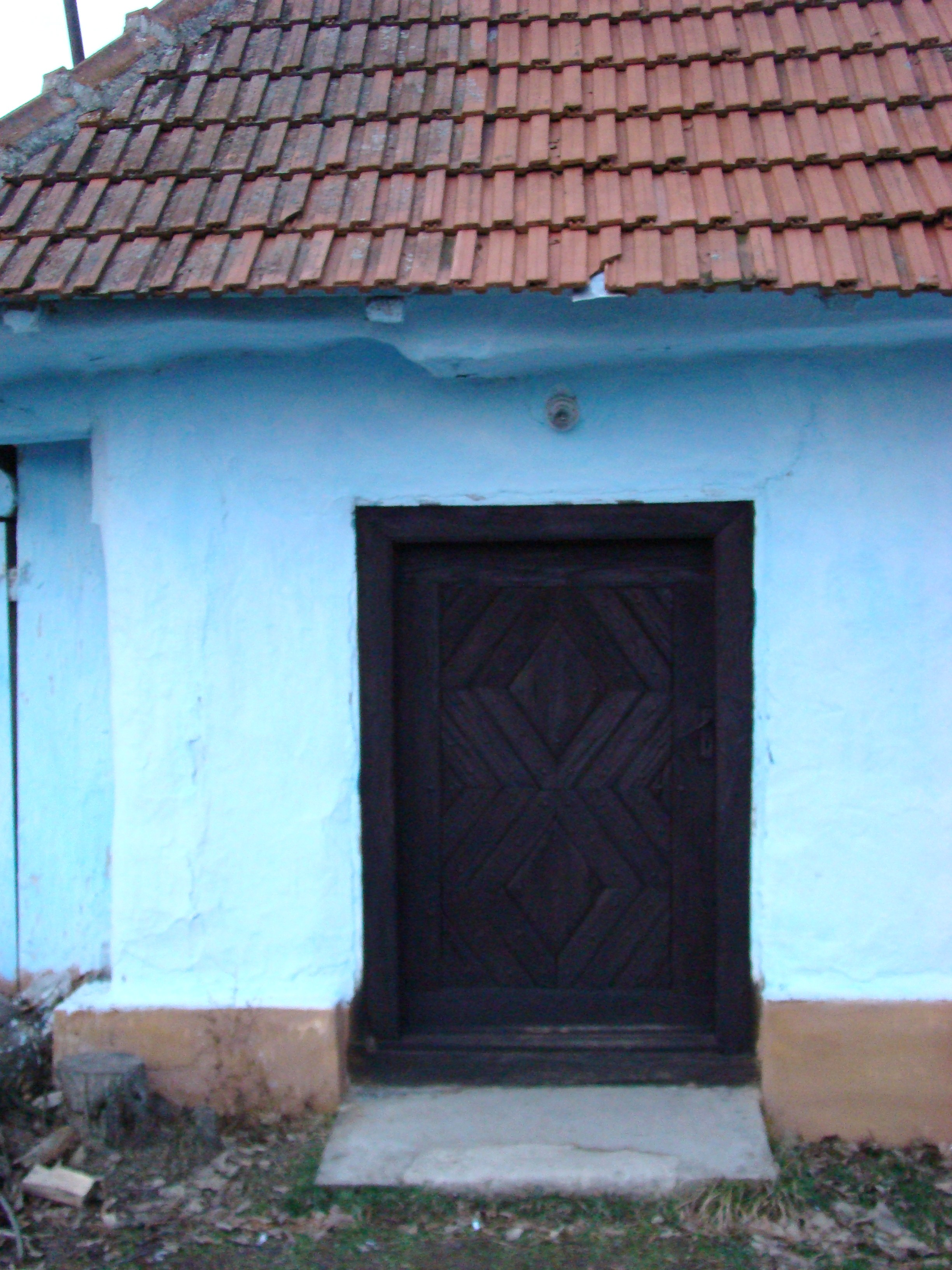
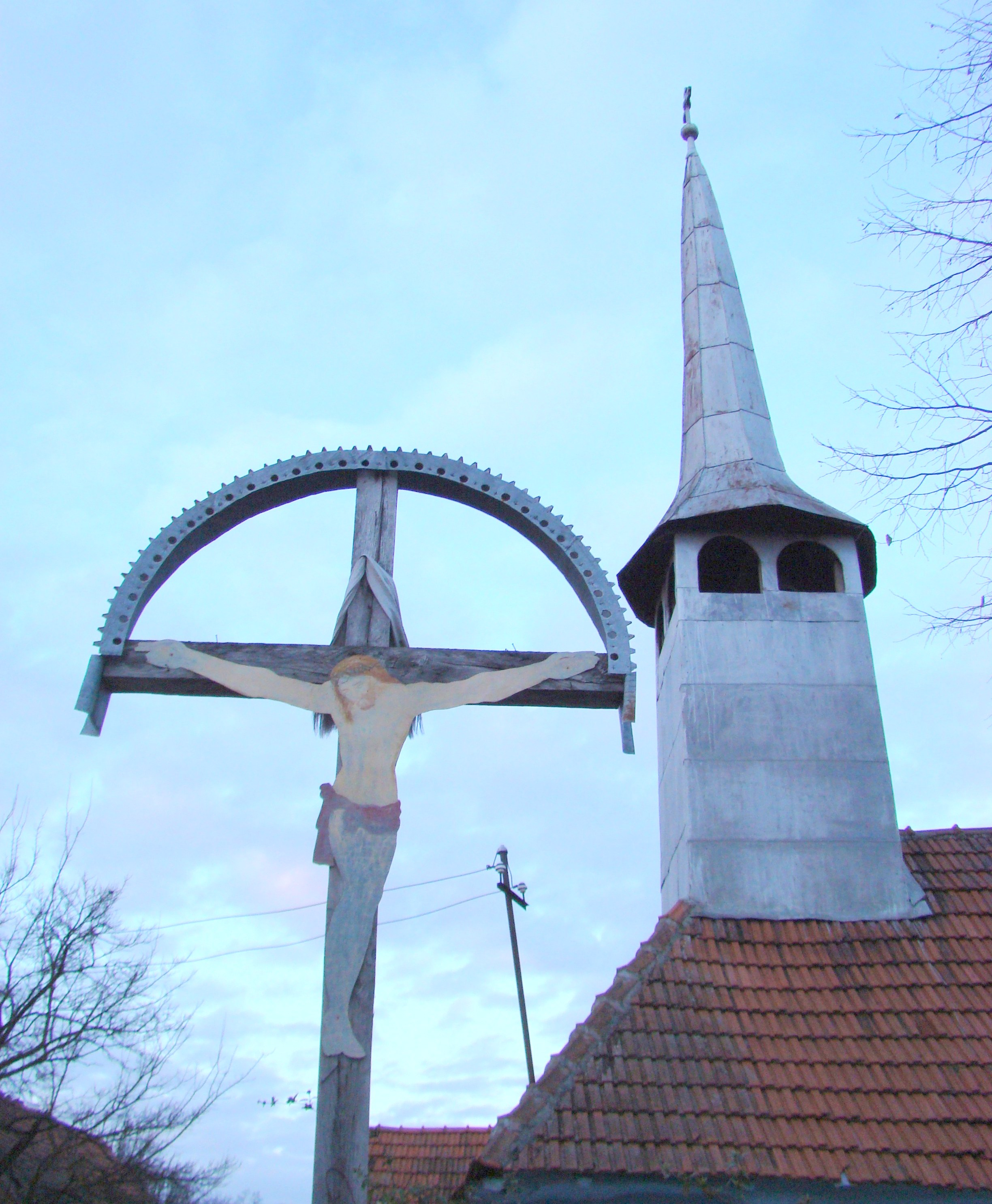
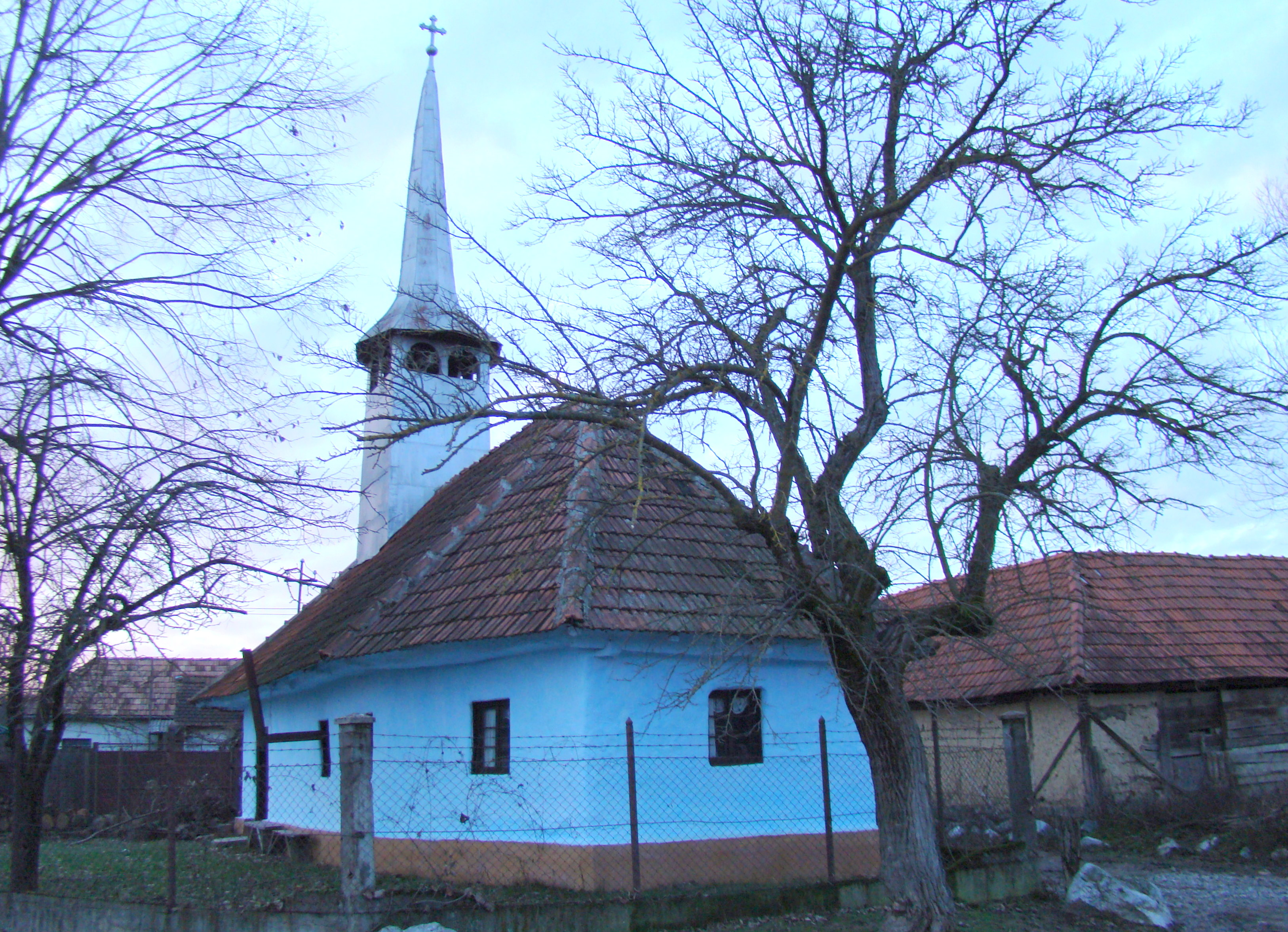
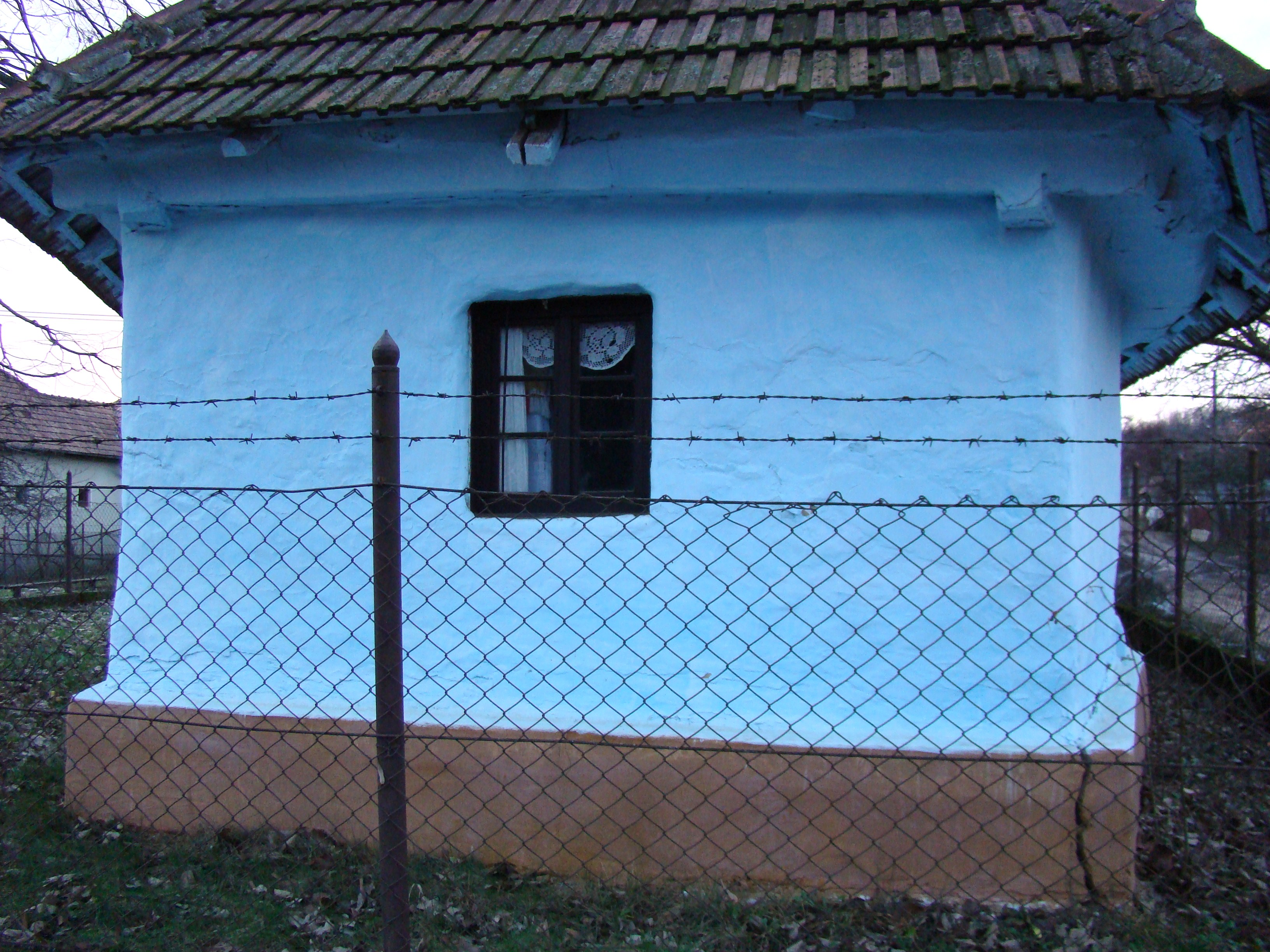
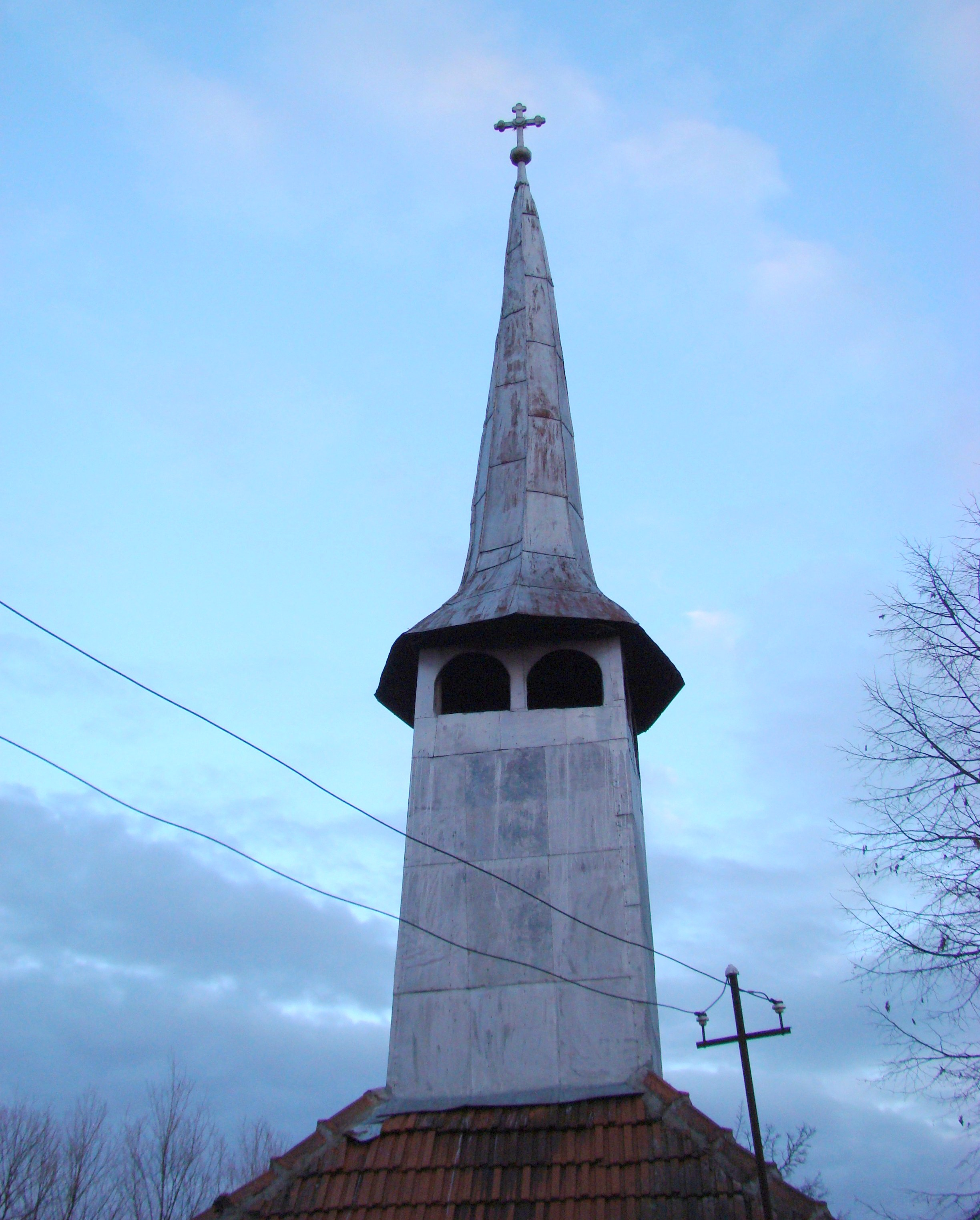
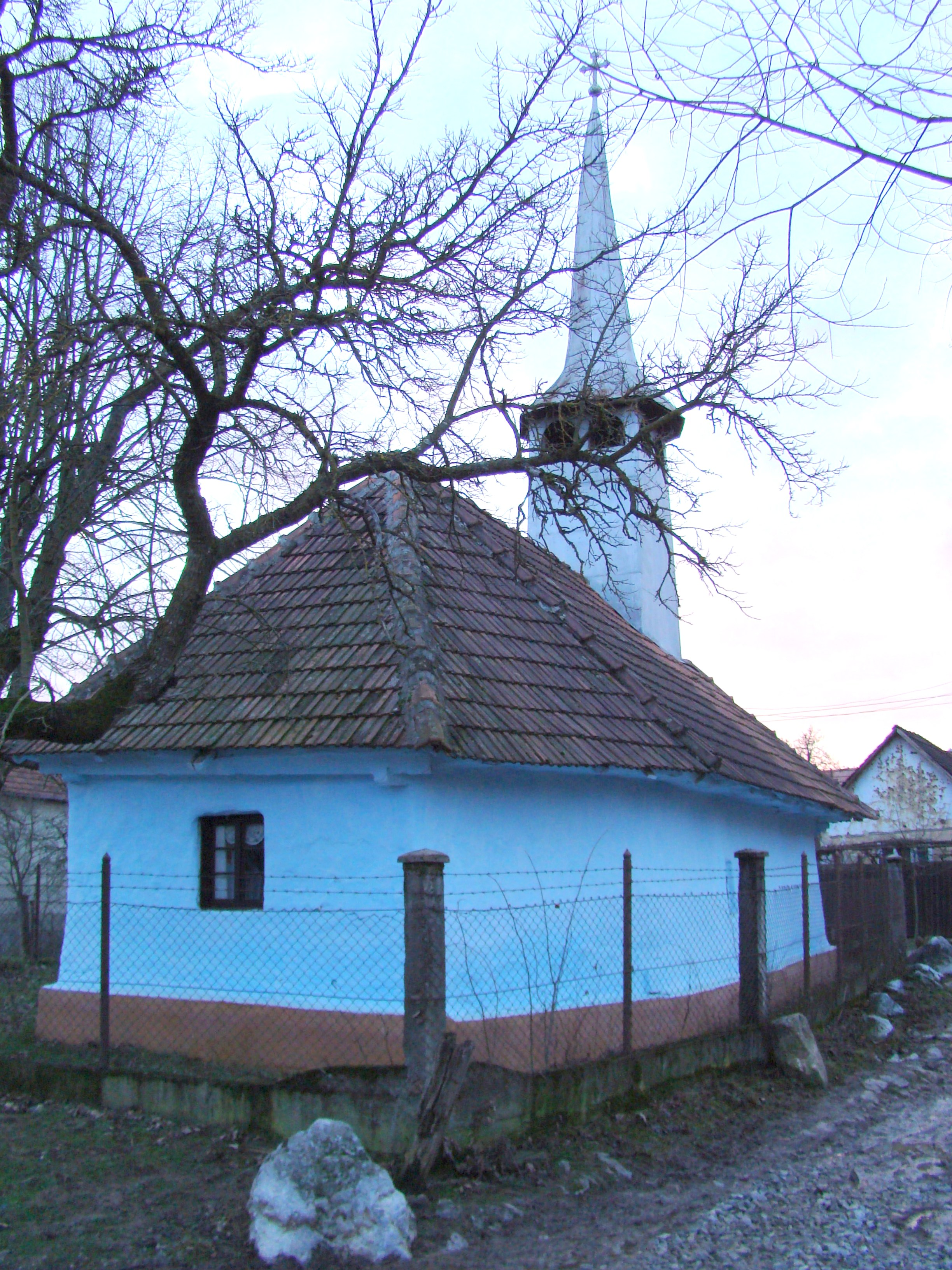
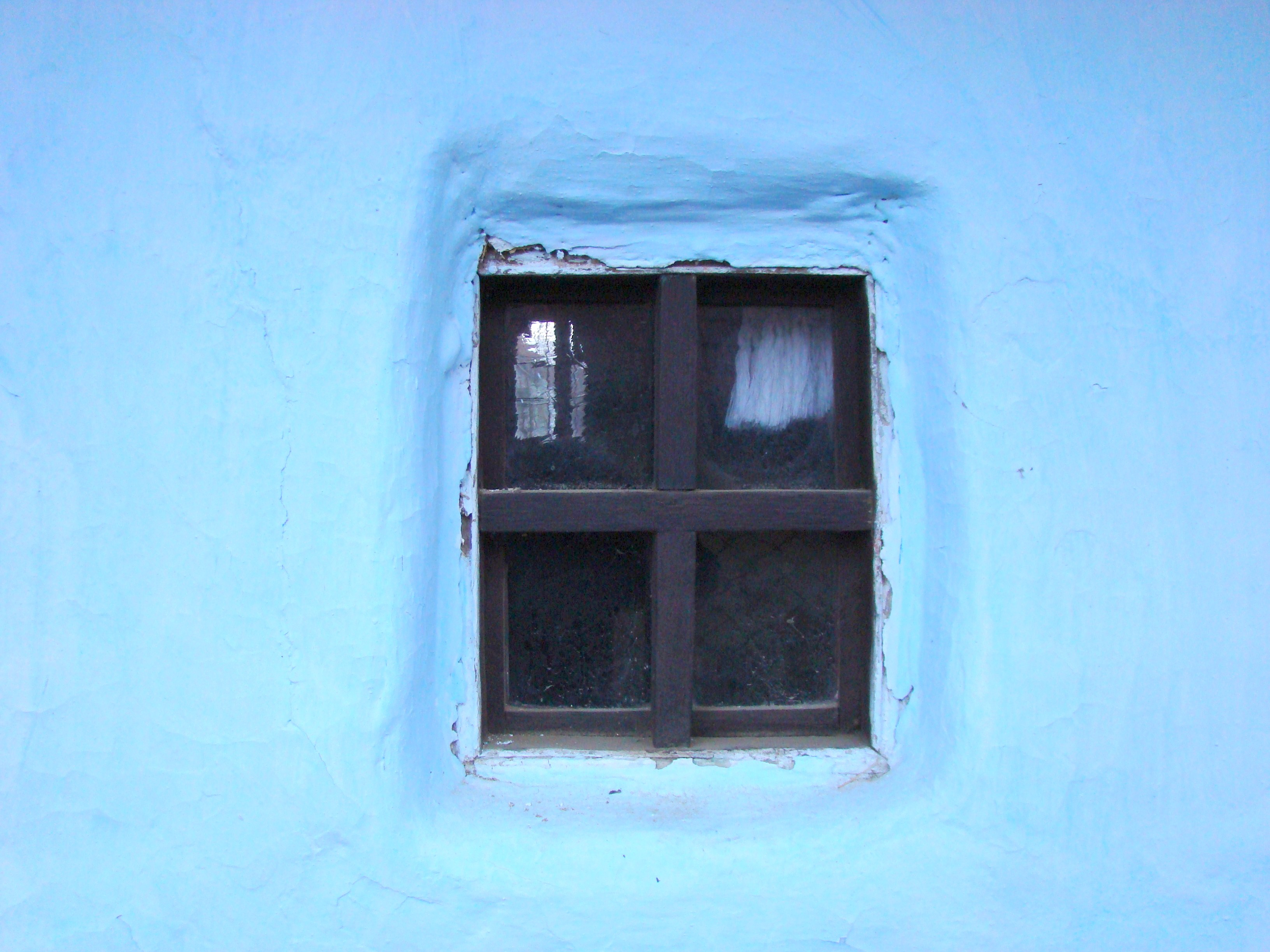
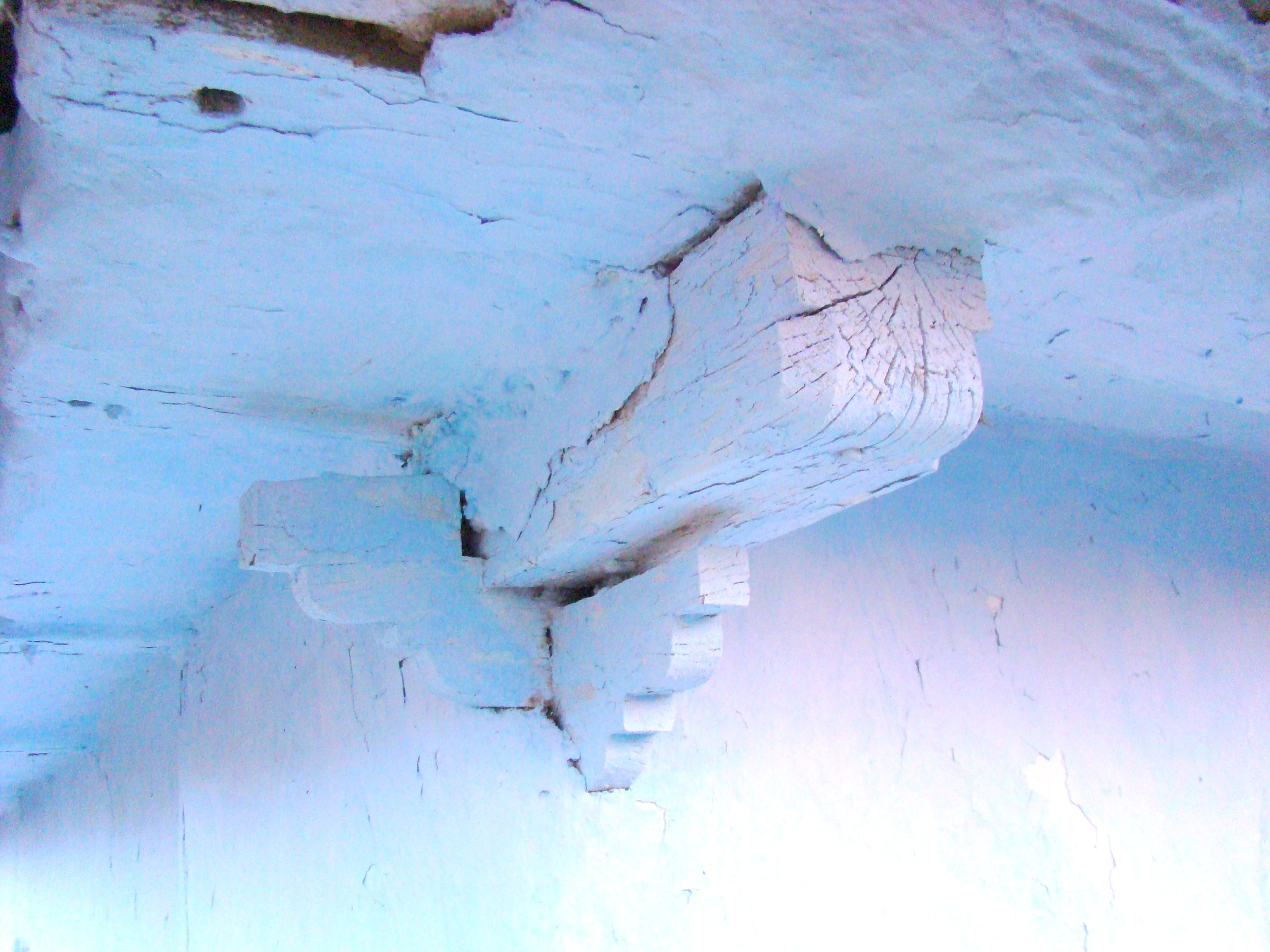
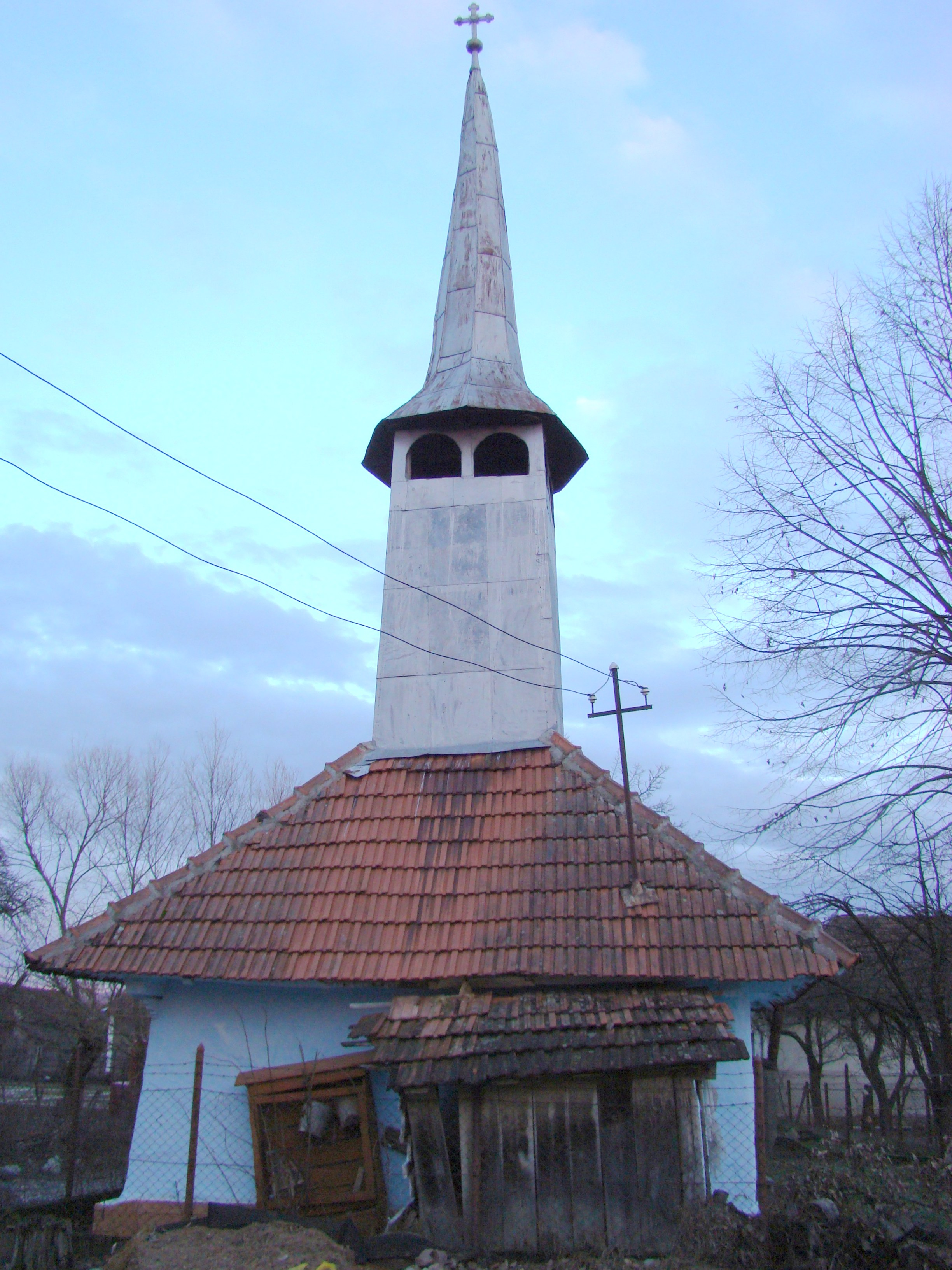
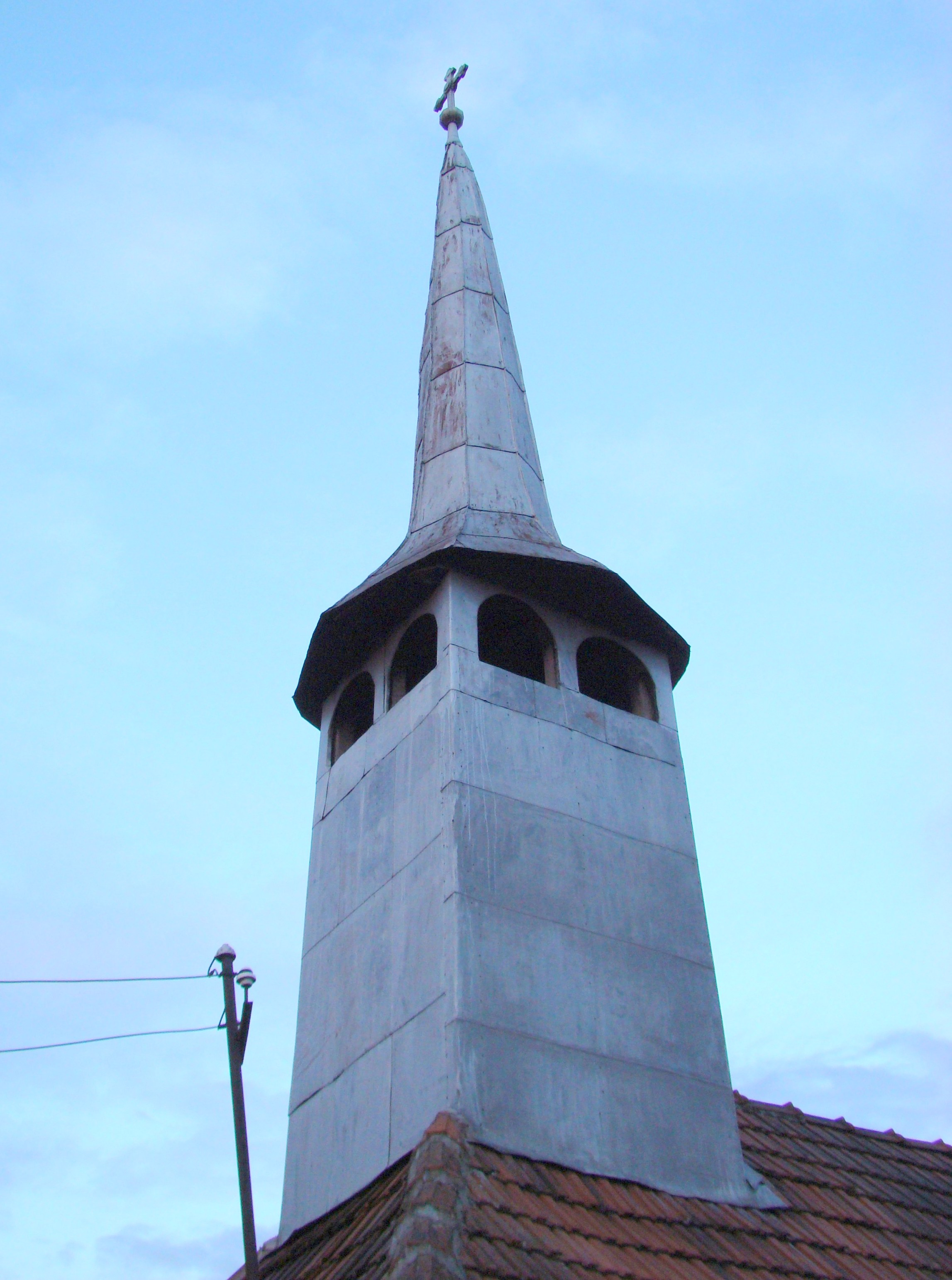
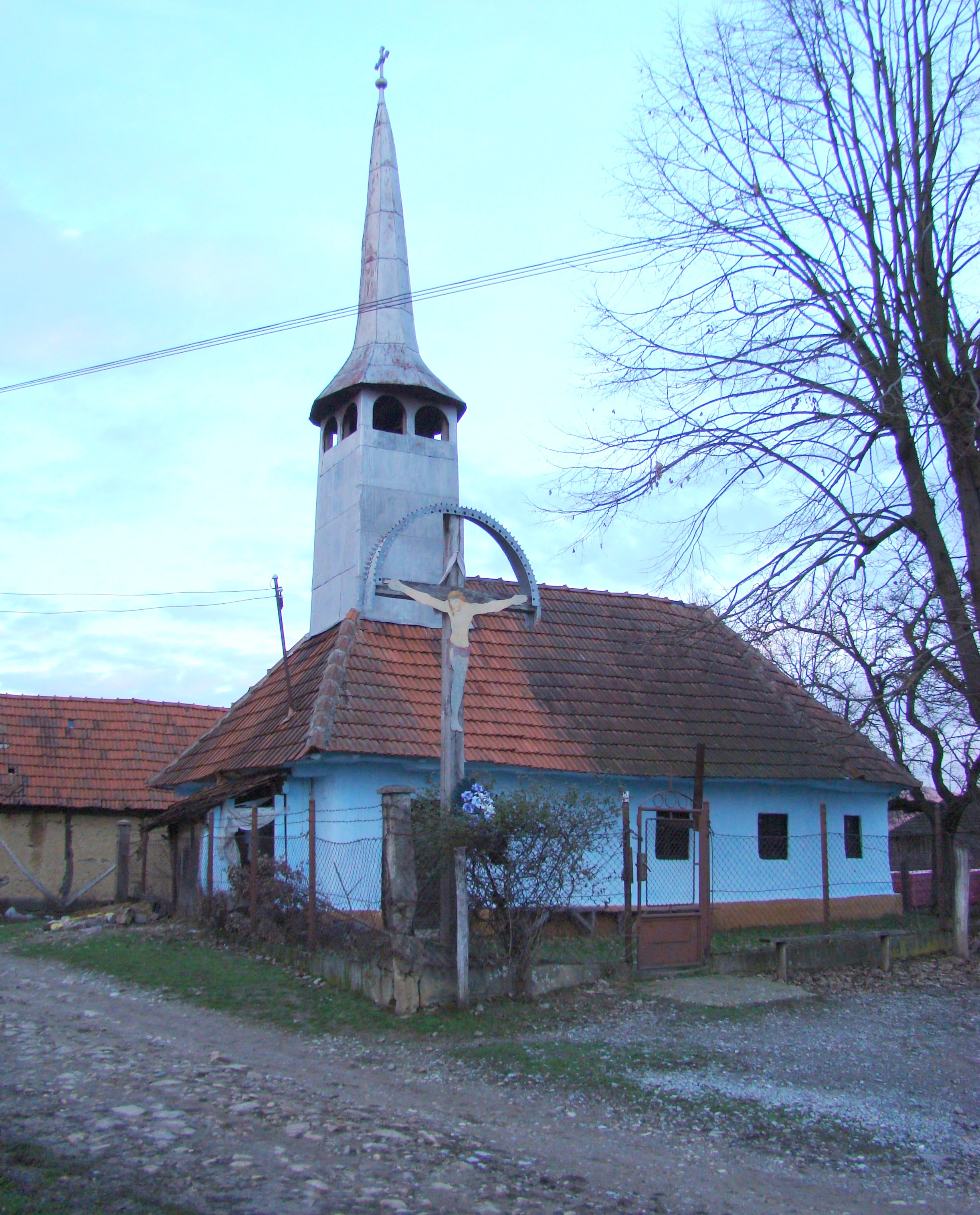